# Obwód obronny

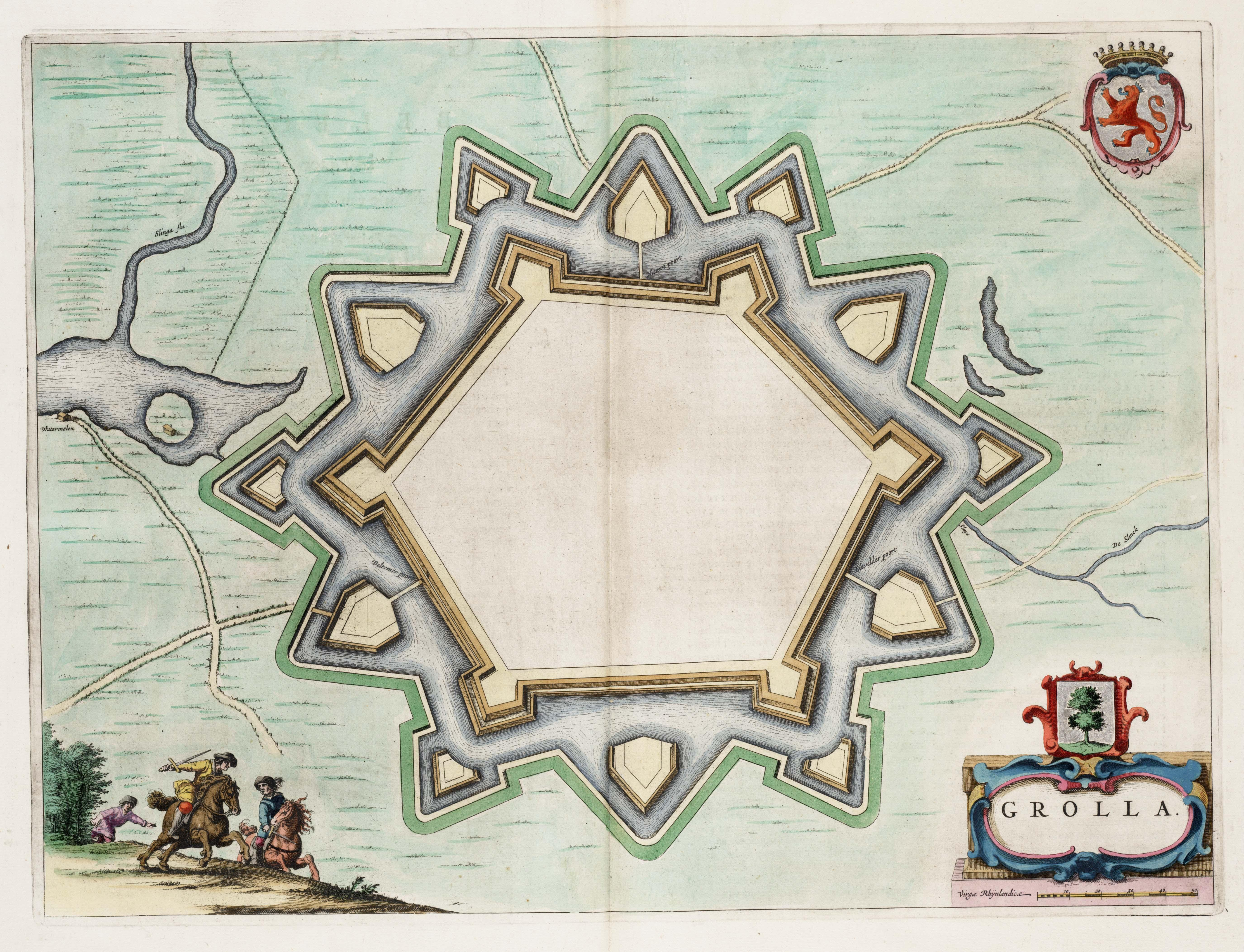
Obwód obronny

Obwód obronny – pierścien fortyfikacji otaczający miasto lub zamek. Zespół elementów obronnych zamykających broniony teren, zbudowanych według odpowiedniej metody obrony. W systemie obrony głębokiej może składać się z obwodów: głównego, zewnętrznego i wewnętrznego.